# Dharawal

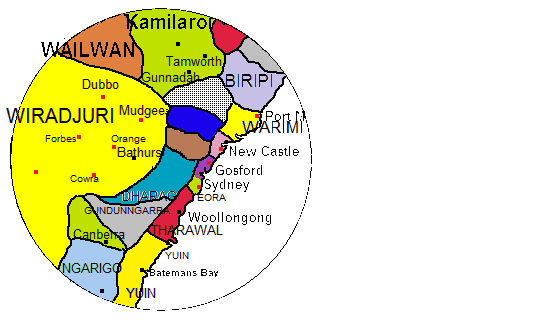
Terres traditionnelles des tribus aborigènes autour de Sydney

Le peuple Dharawal, ou Tharawal, est un peuple aborigène d'Australie, identifié par l'usage de la langue dharawal. Traditionnellement, les membres de ce peuple vivaient dispersés le long de la zone côtière de ce qui est aujourd'hui le bassin de Sydney en Nouvelle-Galles du Sud.

## Étymologie
Dharawal signifie palmier éventail (Livistona australis (en).

## Pays
Les terres traditionnelles des Dharawal s'étendent sur quelque 1 200 km2, du sud du port de Sydney (ou Port Jackson), à travers la rivière Georges, Botany Bay, Port Hacking et au sud au-delà de la rivière Shoalhaven, jusqu'à la péninsule Beecroft.

## Clans
Un clan du peuple Dharawal, les Gweagal (en), également connus sous le nom de Clan du Feu, sont réputés être les premiers aborigènes d'Australie avec lesquels le capitaine James Cook aurait établi un contact. L'un des membres de l'équipage de l'Endeavour, l'artiste Sydney Parkinson, a écrit dans son journal que les autochtones les avaient menacés en criant des mots qu'il a transcrits warra warra wai, et qu'il a traduits par « Allez-vous-en ». Selon les porte-parole de la communauté dharawal actuelle, le sens était plutôt « Vous êtes tous morts », puisque warra est une racine de la langue dharawal signifiant « flétrir », « blanc » ou « mort ». Alors que le navire de Cook s'approchait de l'estran, il est apparu aux Dharawal comme un nuage blanc bas, et son équipage, comme composé de « morts », que les Dharawal ont avertis de ne pas revenir dans le pays.
Un autre clan du peuple Dharawal, les Cubbitch Barta, a enregistré un accord d'utilisation des terres autochtones (Indigenous Land Use Agreement) en 2011.

## Œuvres d'art historiques
Les œuvres d'art historiques (des gravures rupestres) du peuple Dharawal sont visibles sur les surfaces de grès dans toute la région linguistique de ce peuple. Des peintures au fusain et à l'ocre, des dessins et des pochoirs à la main peuvent être trouvés sur des centaines de surfaces rocheuses et dans les dizaines d'abris sous roche et surplombs dans cette zone de terrain[réf. nécessaire]. Il existe un site de visualisation public d'un ensemble de gravures à Jibbon Point, montrant une baleine et un wallaby, célébrant des chasses réussies, et des échouages de baleines. Ces gravures sont entachées de récentes inclusions européennes. Les gravures originales de Jibbon Point (des pétroglyphes picorés et abrasés) montrent un groupe d'épaulards chassant un phoque.
La baleine est le principal totem du peuple Dharawal.

## Descendants à l'époque actuelle
Il a été affirmé qu'il n'y avait plus de descendants du peuple Dharawal ; cependant, après le verdict Mabo contre Queensland et le Native Title Act de 1993 des descendants du clan Wodiwodi ont déposé des réclamations selon lesquelles ils prétendent avoir survécu aux premières exterminations d'aborigènes d'Australie et être revenus progressivement dans les zones officiellement occupées par d'autres clans. Ces membres du clan Wodi Wodi revendiquent la lignée de la tribu Dharawal.

## Noms alternatifs
- Carawal. (système phonétique des îles du Pacifique, c se prononce comme le th anglais)
- Darawad
- Ta-ga-ry. (tagara = north)
- Thurawal
- Thurrawal
- Thurrawall
- Turawal
- Turrubul
- Turuwal
- Turuwul
- Turuwull

 
Source : Tindale 1974, p. 198